# John Norton (Wasserballspieler)
John Dominic Norton (* 27. November 1899 in New York City; † 24. November 1987 in Lebanon) war ein US-amerikanischer Wasserballspieler.

## Karriere
Norton nahm an den Olympischen Spielen 1924 in Paris teil. Hier erreichte er mit der US-amerikanischen Nationalmannschaft den dritten Rang und sicherte sich somit Bronze. In den Jahren 1926 und 1928 gewann er mit der Mannschaft der Chicago Athletic Association die Wasserballmeisterschaft der Amateur Athletic Union.
Neben dem Sport diente er zwischen Mai 1918 und Juni 1919 bei der United States Coast Guard.